# Dafni (Attica)
Dafni (Grieks: Δαφνί) is een gemeente in Griekenland met ongeveer 23.000 inwoners. Dafni ligt 2 kilometer ten zuiden van het centrum van Athene en is vooral bekend omwille van een Byzantijns klooster dat op de werelderfgoedlijst van UNESCO staat.

## Verkeer en vervoer
Dafni heeft een metrostation (metro van Athene).